# Cuckservative
Cuckservative es un término peyorativo para gente de derecha o centro derecha que tolera ideas progresistas, comúnmente usado por los simpatizantes de la derecha alternativa en los Estados Unidos. Como neologismo formado de las palabras en inglés "cuckold" (cornudo) y "conservative" (conservador), este alcanzaría la atención de los medios en julio de 2015, unas semanas antes del primer debate primario republicano para las elecciones presidenciales de Estados Unidos de 2016.
El término tiene sus orígenes en sitios web como 4chan (específicamente el tablón de imágenes /pol/), el tablón de anuncios derechista My Posting Career, el blog político social The Right Stuff, y otros sitios del movimiento alt-right.

## Definición y origen
Cuckservative es alguien que puede definirse como un conservador "vendido", que apoya todas las premisas clave de la izquierda y simpatiza con valores liberales. Según Richard B. Spencer, presidente del Instituto de Política Nacional, el término es una abreviatura utilizada para expresar "cierto tipo de desprecio a los conservadores mainstream". La frase guarda semejanza con "Republican In Name Only" (en castellano, "Republicano Sólo de Nombre"). Los conservadores sociales que usan el término condenan a quienes ellos perciben como republicanos que se postulan con valores socialmente conservadores con el único fin de captar un nicho de votantes. El término "cuckold" (cornudo) tiene, desde el idioma inglés, la connotación histórica de un insulto para decir que un hombre es débil y emasculado, y que incluso puede sentir placer de su propia humillación por masoquismo sexual. De forma similar, el término cuckservative implica que ciertos republicanos se humillan a través de sus acciones mientras les emociona verse degradados por el abandono de su moral.
Aquellos tachados de cuckservative, por ejemplo, personalidades del medio autodenominado conservador, así como periodistas y comentaristas de otros medios de comunicación, desacreditan la palabra misma como una ofensa anticristiana, racista, y un grito de guerra de supremacistas blancos y neorreacionarios. Organizaciones como el Southern Poverty Law Center han indicado el uso creciente del término entre los supremacistas blancos de los Estados Unidos.
El diario español La Gaceta castellanizó cuckservative a "cornuservador", y además expresó: "...cada vez son más los que, desde la derecha, han concluido que los republicanos son algo muy parecido a la 'oposición controlada' de Lenin y que el partido está en manos de quienes, al juicio de sus críticos, solo aspiran a que la izquierda mediática les pase de vez en cuando la mano por el lomo premiándoles con el adjetivo de 'moderados': estos son los cornuservadores." 
Algunos escritores políticos estadounidenses han sugerido que el término tiene carácter racista por aparentemente derivar de un género de pornografía interracial en el que una mujer blanca casada engaña a su marido blanco para tener sexo con un hombre de raza negra.
Los grupos anti-inmigracionistas de extrema derecha han usado el término para condenar políticos blancos que acusan de promover "los intereses de judíos y no-blancos". La Liga Antidifamación dice que la jerga es usada por supremacistas blancos como un sinónimo de la denominación preexistente "traidores de la raza".

## Uso
Jeet Heer de The New Republic escribió que la palabra cuckservative es un "fino ejemplo de cómo el sonido de una palabra puede reforzar su significado: abrasivo para los oídos, cuckservative suficiente tiene ya con un origen y significado feos". Habiéndose mostrado con mayor popularidad a mediados del 2015 después de que unos usuarios web de derecha alternativa rechazaran los intentos de John McCain, Jeb Bush, y otros republicanos de establecer más posiciones políticamente liberales, llamando cuckservative a quienes lo hicieran. En cuestión de semanas el término procedió a incrementarse en uso por las redes sociales y el Internet en general.
El escritor de Hot Air Taylor Millard criticó el término y la historia detrás de su uso por supremacistas blancos dentro del movimiento conservador. Aparte de considerarlo como de corto alcance, dio su opinión de que la popularidad de Rand Paul en liderar universidades con mayoría racial negra haría a los afroestadounidenses más conservadores en el futuro. Por otra parte, Matt Lewis manifestó en The Daily Beast su opinión de que la palabra podría hacerse tan popular para los republicanos como lo es "RINO" (Republican In Name Only, inglés para Republicanos Sólo de Nombre), inclusive si ellos fuesen desatentos a sus frecuentes connotaciones raciales. Erick Erickson, del sitio web de extrema derecha RedState.com, consideró al término un insulto de los supremacistas blancos a los republicanos cristianos. Milo Yiannopoulos del sitio de extrema derecha Breitbart News indicó que cuckservative no es puramente racista, y que la palabra cuck se ha usado desde hace tiempo en 4chan para atacar a cualquiera que se muestre cobarde o carente de principios. David Weigel de The Washington Post señala que cuckservative surgió de elementos descontentos de la derecha política.